# (2111) Tselina
(2111) Tselina es un asteroide que forma parte del cinturón de asteroides y fue descubierto el 13 de junio de 1969 por Tamara Mijáilovna Smirnova desde el Observatorio Astrofísico de Crimea en Naúchni.

## Designación y nombre
Tselina recibió al principio la designación de 1969 LG.
Más tarde se nombró por tselina, una campaña agrícola promovida en 1953 por Nikita Jrushchov (1984-1971).

## Características orbitales
Tselina está situado a una distancia media de 3,017 ua del Sol, pudiendo alejarse hasta 3,303 ua y acercarse hasta 2,73 ua. Su inclinación orbital es 10,5° y la excentricidad 0,09494. Emplea en completar una órbita alrededor del Sol 1914 días.